# Мандриоле (Равена)
Мандриоле је насеље у Италији у округу Равена, региону Емилија-Ромања.
Према процени из 2011. у насељу је живело 310 становника. Насеље се налази на надморској висини од 0 м.